# Pour la fête de sa mère
Pour la fête de sa mère è un cortometraggio del 1907 diretto da Lucien Nonguet.

## Trama
In una umile casa, la madre avvolta in una coperta sta dormendo sul pavimento. La piccola figlia facendo piano senza farsi sentire le avvolge la coperta, si avvicina al calendario appeso al muro; e vede che è il compleanno di sua madre. Decide allora di uscire di casa per raccogliere nei campi intorno dei fiori per farne un mazzo da regalare a sua madre. Fiore dopo fiore il mazzo è già composto, ma a un certo punto la bambina viene scambiata per un animale da un cacciatore che si trova lì nei pressi e spara un colpo. La bambina crolla a terra, il cacciatore corre per vedere cosa ha colpito; disperato si accorge di aver colpito la bambina.  Il cacciatore disperatamente chiede aiuto, dei contadini li vicino accorrono, raccolgono la bambina e la portano a casa. La madre è ancora addormentata, appoggiano la bambina sul giaciglio e la madre si sveglia di soprassalto. La bambina dà il suo ultimo respiro dopo aver dato il mazzo di fiori a sua madre augurandole un buon compleanno.

## Conosciuto anche come
- Francia (titolo alternativo): Pour la fête de maman
- USA: For Mother's Birthday